# Ci Tanduy
Ci Tanduy är ett vattendrag i Indonesien.   Det ligger i provinsen Jawa Barat, i den västra delen av landet, 270 km sydost om huvudstaden Jakarta.